# Manchesteri Egyetem
A Manchesteri Egyetem (University of Manchester) egyetem az Egyesült Királyságban. A Victoria University of Manchester és az UMIST egyesüléséből jött létre 2004-ben. A kutatásokban aktív egyetemek a Russell Csoportjának tagja.

## Története
A Manchesteri Viktória Egyetemet (Victoria University of Manchester) 1851-ben alapították. A Manchesteri Természettudományi Egyetemet (University of Manchester Institute of Science) 1824-ben alapították.

## Ismertebb hallgatói
Kémia
- Arthur Harden - Nobel-díjas kémikus
- Walter Haworth - Nobel-díjas kémikus
- Robert Robinson - Nobel-díjas kémikus
- John Charles Polanyi - Nobel-díjas kémikus
- Michael Smith - Nobel-díjas kémikus

Fizika
- Joseph John Thomson - Nobel-díjas fizikus
- Niels Bohr - Nobel-díjas dán fizikus (mint vendégdiák)
- Charles Thomson Rees Wilson - Nobel-díjas skót fizikus
- James Chadwick - Nobel-díjas fizikus

## Ismertebb oktatói
Kémia
- Háim Weizmann biokémikus, Izrael első elnöke
- Hevesy György - Nobel-díjas kémikus
- Arthur Harden - Nobel-díjas kémikus
- Alexander Todd - Nobel-díjas kémikus
- Melvin Calvin - Nobel-díjas kémikus
- Polányi Mihály

Fizika
- Ernest Rutherford - kémiai Nobel-díjas
- Henry Moseley
- William Lawrence Bragg - Nobel-díjas fizikus
- Hans Geiger
- Patrick Blackett - Nobel-díjas fizikus